# Leandro Umpiérrez
Leandro Nicolás Umpiérrez Hernández (San José de Mayo, 20 marzo 2004) è un calciatore uruguaiano, centrocampista del Peñarol.

## Caratteristiche tecniche
Interno di centrocampo, può essere schierato anche come centrale.

## Carriera
È cresciuto nel settore giovanile del Peñarol ed ha debuttato in prima squadra il 31 marzo 2025 nell'incontro di Primera División perso 2-0 contro il Cerro Largo. Ha segnato il suo primo gol il 12 aprile seguente nella partita vinta 4-2 contro il Miramar Misiones.

## Statistiche

### Presenze e reti nei club
Statistiche aggiornate al 24 maggio 2025.
| Stagione        | Squadra         | Campionato      | Campionato | Campionato | Coppe nazionali | Coppe nazionali | Coppe nazionali | Coppe continentali | Coppe continentali | Coppe continentali | Altre coppe | Altre coppe | Altre coppe | Totale | Totale | Totale |
| Stagione        | Squadra         | Comp            | Pres       | Reti       | Comp            | Pres            | Reti            | Comp               | Pres               | Reti               | Comp        | Pres        | Reti        | Pres   | Reti   |        |
| --------------- | --------------- | --------------- | ---------- | ---------- | --------------- | --------------- | --------------- | ------------------ | ------------------ | ------------------ | ----------- | ----------- | ----------- | ------ | ------ | ------ |
| 2025            | Peñarol         | PD              | 7          | 0          | CU              | 0               | 0               | CL                 | 4                  | 0                  | -           | -           | -           | 11     | 0      |        |
| Totale carriera | Totale carriera | Totale carriera | 7          | 0          |                 | 0               | 0               |                    | 4                  | 0                  |             | -           | -           | 11     | 0      |        |